# École Louis-Lumière
De École nationale supérieure Louis-Lumière is een Franse hogeschool voor film, fotografie en geluid, die in 1926 in Parijs werd opgericht door Louis Lumière en Léon Gaumont. De school was aanvankelijk gevestigd aan de Rue de Vaugirard, waar zij haar bijnaam Vaugirard aan te danken heeft. In 1989 verhuisde de school naar Noisy-le-Grand.
Sinds 2010 verstrekt de hogeschool diploma’s op masterniveau.

## Leerlingen van de École Louis-Lumière
- Gaspar Noé - Argentijns-Frans filmregisseur
- Cheick Oumar Sissoko - Malinees filmregisseur en politicus
- Trần Anh Hùng - Frans-Vietnamees filmregisseur en scenarioschrijver
- Jaco Van Dormael - Belgisch cineast
- Claude Zidi - Frans filmregisseur